# Kevin Jackson
Kevin Jackson (né le 25 novembre 1964 à Highland Falls) est un lutteur américain spécialiste de la lutte libre.

## Biographie
Lors des Championnats du monde, il remporte d'abord la médaille d'or des Championnats du monde de lutte 1991 et des Championnats du monde de lutte 1995 dans la catégorie des moins de 82 kg. Il gagne également la médaille d'or lors des Jeux panaméricains en 1991 et des Jeux panaméricains en 1995. 
Lors des Jeux olympiques d'été de 1992, il remporte la médaille d'or en combattant dans la catégorie des -82 kg.